# 厚皮香
厚皮香（学名：Ternstroemia gymnanthera）为山茶科常綠喬木。在日本，自江戶時代起為常見的景觀設計植物，與松樹和全緣冬青並稱為“庭木之王”。學名Ternstroemia gymnanthera (Wight & Arn.) Sprague，異名有：Ternstroemia gymnanthera (Wight et Arn.) Beddome、Cleyera gymnanthera Wight & Arn.等。

## 特徵
常綠喬木，高約6-15公尺，樹幹褐色。葉叢生枝端，葉柄紅色，花腋生，向下開，具芳香味，果實球形成熟後開裂。為陰性樹種，生長速度緩慢。

## 分布
為臺灣原生植物，分布區域包含日本列島、朝鮮半島南部、琉球群島、中國、東南亞以及印度沿海地區。

## 用途
1. 庭園觀賞用：葉細密叢生，亮麗，常被種植為庭園觀賞樹、誘鳥樹。
2. 木材可供建築：木材材質緻密，年輪不明顯，多無光澤；新鮮木材白色，置大氣中漸呈紅紫色，故有紅柴之稱，細緻堅重，為高級建材。
3. 樹皮可提煉栲膠，作為茶褐色或黃色染料；種子油具有工業用途。
4. 藥用：花、果入葯，苦涼有小毒，外敷治瘡毒，止痛癢。葉有消腫、止痛之效，治肋膜炎、瘧疾；葉搗敷治大瘡、癰瘍、乳腺炎；花揉爛擦癬；花、果實有小毒，有清熱解毒、消腫癰腫之效。性味：葉、花、果：苦、涼，有小毒。效用：葉：清熱解毒，消癰腫。治腫瘡癰毒，乳癰，消化不良；搗敷治癰瘍，乳腺炎。花：止癢痛，揉爛擦癬。

## 延伸阅读
[在维基数据编辑]
 《植物名實圖考·厚皮香》，出自吳其濬《植物名實圖考》